# Dalima olivescens
Dalima olivescens är en fjärilsart som beskrevs av W. Warren 1893. Dalima olivescens ingår i släktet Dalima och familjen mätare. Inga underarter finns listade i Catalogue of Life.